# Mount Maunganui

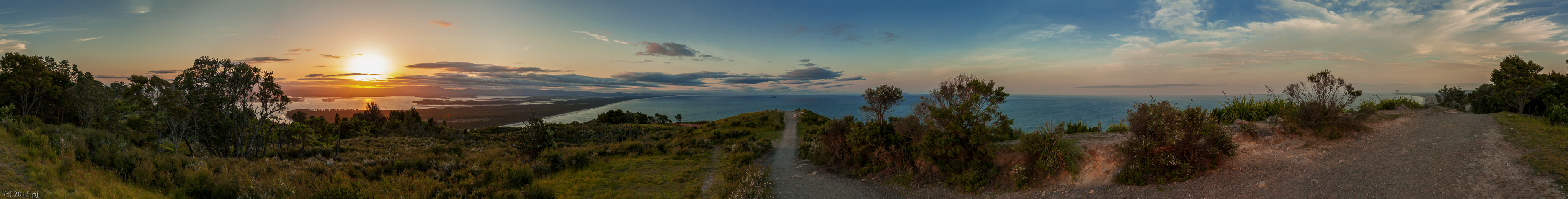

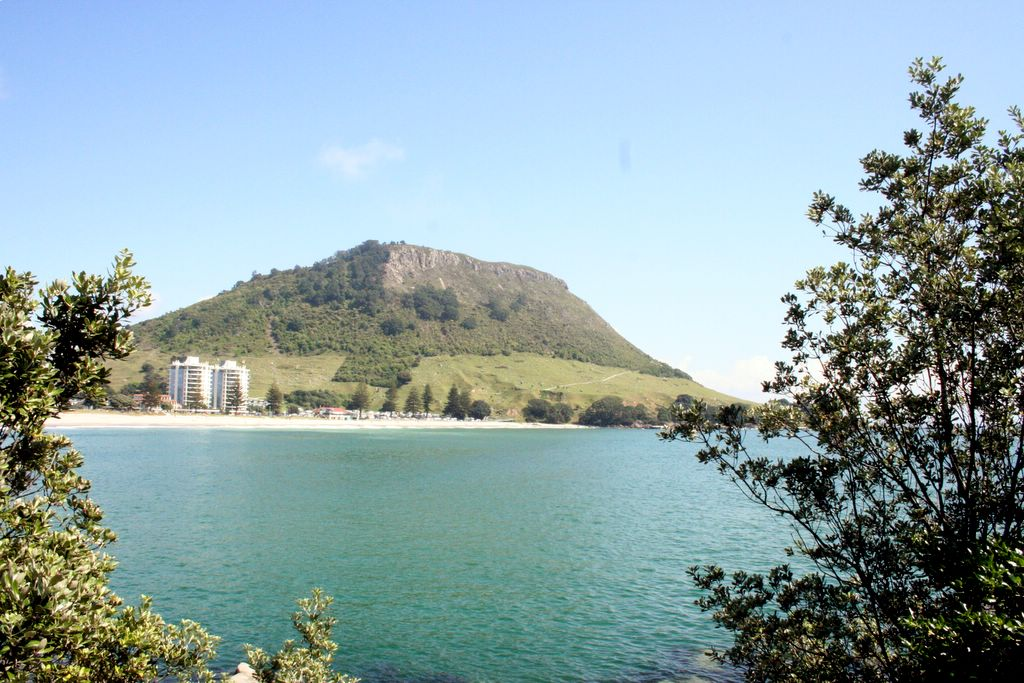
Der Berg im Sommer

Mount Maunganui ist ein Vorort von Tauranga City in der Region Bay of Plenty auf der Nordinsel von Neuseeland.

## Namensherkunft
Der Name des Vorortes wurde von dem erloschenen Vulkan gleichen Namens übernommen, der sich über die Stadt erhebt, heute aber offiziell wieder den Māori-Namen Mauao trägt. Umgangssprachlich wird er vor Ort einfach als The Mount ("der Berg") bezeichnet.

## Geographie
Mount Maunganui befindet sich rund 6 km nördlich des Stadtzentrums von Tauranga auf einer Halbinsel, nordwestlich der Vorstadt Papamoa Beach. Der Vorort liegt auf einer Sandbank, die den Mauao mit dem Festland verbindet, einer als Tombolo bekannten geologischen Formation. So hat Mount Maunganui sowohl eine geschützte Hafenküste als auch eine Ozeanküste in Reichweite. Am Fuße des Mauao ist der Vorort nur wenige hundert Meter breit.

## Infrastruktur
1988 wurde die Hafenbrücke eingeweiht, die seitdem Mount Maunganui mit dem Festland und dem Stadtzentrum von Tauranga verbindet. Südlich des Vorortes befindet sich ein großes Übersee-Containerterminal und eine Werft. Eine Zweigbahn der East Coast Main Trunk Railway verbindet Te Maunga und Mount Maunganui.
In dem Vorort befindet sich das Shoppingcenter Bayfair, eines der größten der Nordinsel außerhalb von Auckland und Wellington.

## Vulkankegel Mauao
Der Kegel des erloschenen ehemaligen Vulkans Mauao, dem der Stadtteil seinen Namen verdankt, besitzt eine Höhe von 231 m und dominiert das weitgehend flache Umland. Früher war er Standort eines befestigten Dorfes der Māori (Pā), von dem noch Überreste der Gräben und Ablagerungen von Küchenabfällen (Køkkenmøddinger) erhalten sind. Der Berg ist öffentlich zugänglich und ein beliebter Ort für Ausflüge. Vom Gipfel aus kann man weite Strecken der Küste entlangsehen, nach Westen bis hin zu den Kaimai Range.

## Künstliches Riff
Neuseelands erstes künstliches Riff wurde in der Nähe des Berges errichtet. Der Bau wurde durch Geldmangel und zu starken Seegang behindert. Ursprünglich sollte das Riff den Steuerzahler 500.000 NZ$ kosten, schließlich waren es dann mehr als 1,5 Mio. $.
Inzwischen gibt es Medienberichte, dass die Surfer mit den durch das Riff erzeugten Wellen unzufrieden seien. Das Riff wird auch für gefährliche Brandungsrückströmungen verantwortlich gemacht.

## Tourismus
Mount Maunganui ist ein Erholungsort und als guter Ort zum Surfen bekannt, obwohl Teile der Küste als gefährlich gelten. "The Mount" ist ein bekanntes touristisches Ziel in Neuseeland, für das verschiedene Angebote existieren. So gibt es am Ende der Pilot Bay heiße Salzwassertümpel, in denen man entspannen kann.

## Sport
Jedes Jahr ist The Mount Gastgeber der nationalen Surfmeisterschaften und anderen Sportereignissen wie den NZ Under 14 Ocean Athlete Championships und der Volleyball Tour.

## Persönlichkeiten
- Ben O’Dea (* 1992), Beachvolleyballspieler